# Liste de statues équestres de Macédoine du Nord
Cet article recense les statues équestres en Macédoine du Nord.

## Liste
| Œuvre                                                              | Auteur                            | Commune | Localisation           | Notes | Installation | Coordonnées                       | Illustration                                                  |
| ------------------------------------------------------------------ | --------------------------------- | ------- | ---------------------- | --- | ------------ | --------------------------------- | ------------------------------------------------------------- |
| Statue équestre de Philippe II                                     |                                   | Bitola  | Place du Magnolia (en) | Philippe II de Macédoine |              | 41° 01′ 49″ nord, 21° 20′ 05″ est | Statue équestre de Philippe II                                |
| Statue équestre de Todor Aleksandrov                               | Mile Brceski                      | Skopje  |                        | Todor Aleksandrov | 2012         | à géolocaliser                    | Image manquante                                               |
| Statue équestre de Mihajlo Apostolski                              |                                   | Skopje  |                        | Mihajlo Apostolski |              | à géolocaliser                    | Image manquante                                               |
| Statue équestre de Gotsé Deltchev (mk)                             | Jarko Bacheski (en)               | Skopje  | Place de Macédoine     | Gotsé Deltchev | 2010         | 41° 59′ 47″ nord, 21° 25′ 57″ est | Statue équestre de Gotsé Deltchev                             |
| Statue équestre de Pitou Gouli (mk)                                | Kristina Paunovska                | Skopje  |                        | Pitou Gouli | 2012         | 41° 59′ 37″ nord, 21° 26′ 00″ est | Statue équestre de Pitou Gouli                                |
| Statue équestre de Damé Grouev (mk)                                | Jarko Bacheski (en)               | Skopje  | Place de Macédoine     | Damé Grouev | 2010         | 41° 59′ 48″ nord, 21° 25′ 56″ est | Statue équestre de Damé Grouev                                |
| Statue du guerrier à cheval                                        | Valentina Karanfilova-Stevanovska | Skopje  | Place de Macédoine     | Initialement nommée « statue d'Alexandre le Grand », mais renommée de façon neutre à la suite du conflit culturel avec la Grèce | 2011         | 41° 59′ 45″ nord, 21° 25′ 53″ est | Statue du guerrier à cheval                                   |
| Statue équestre de Nikola Karev (mk)                               | Bogoja Angelovski                 | Skopje  |                        | Nikola Karev (en) | 2011         | 41° 59′ 35″ nord, 21° 25′ 59″ est | Statue équestre de Nikola Karev                               |
| Statue équestre de Petar Karpoch                                   | Voydan Zaprov                     | Skopje  |                        | Petar Karpoch | 2011         | 41° 59′ 50″ nord, 21° 26′ 01″ est | Statue équestre de Petar Karpoch                              |
| Statue équestre de Ǵorče Petrov (mk)                               | Damjan Gurov                      | Skopje  |                        | Ǵorče Petrov | 2011         | à géolocaliser                    | Statue équestre de Ǵorče Petrov                               |
| Statue équestre de Nikola Pétrov Rousinski                         |                                   | Skopje  |                        | Nikola Pétrov Rousinski (mk) |              | 41° 59′ 55″ nord, 21° 26′ 19″ est | Image manquante                                               |
| Statue équestre de Philippe II (mk)                                | Valentina Karanfilova-Stevanovska | Skopje  |                        | Philippe II de Macédoine | 2010         | 42° 00′ 06″ nord, 21° 27′ 42″ est | Statue équestre de Philippe II                                |
| Statue équestre de Yané Sandanski (mk)                             | Goce Davidov                      | Skopje  |                        | Yané Sandanski | 2011         | 41° 59′ 00″ nord, 21° 28′ 16″ est | Statue équestre de Yané Sandanski                             |
| Statue équestre de Boris Sarafov (mk)                              | Valentina Karanfilova-Stevanovska | Skopje  |                        | Boris Sarafov (en) |              | à géolocaliser                    | Statue équestre de Boris Sarafov (mk)                         |
| Statue équestre de Scanderbeg (mk)                                 | Thoma Thomai (sq)                 | Skopje  |                        | Scanderbeg | 2006         | 41° 59′ 57″ nord, 21° 26′ 13″ est | Statue équestre de Gjergj Kastriot Skanderbeg                 |
| Statue équestre de Georgi Sougarev                                 |                                   | Skopje  |                        | Georgi Sougarev (en) |              | 41° 59′ 55″ nord, 21° 26′ 16″ est | Image manquante                                               |
| Statue équestre de Vasil Tchekalarov                               | Elena et Darko Dukovski           | Skopje  |                        | Vasil Tchekalarov (en) | 2013         | 41° 59′ 39″ nord, 21° 25′ 06″ est | Statue équestre de Vasil Tchekalarov                          |
| Statue équestre de Péré Tochev                                     |                                   | Skopje  |                        | Péré Tochev (en) |              | 41° 59′ 54″ nord, 21° 26′ 24″ est | Statue équestre de Péré Tochev                                |
| Monument aux participants de Vélès à l'insurrection d'Ilinden (mk) | Angel Korunovski                  | Vélès   |                        | Commémore l'insurrection d'Ilinden                                                                                              |              | 41° 42′ 58″ nord, 21° 47′ 00″ est | Monument aux participants de Vélès à l'insurrection d'Ilinden |